# Plainfeld
Plainfeld è un comune austriaco di 1 237 abitanti nel distretto di Salzburg-Umgebung, nel Salisburghese.